# Поршта (посёлок)
По́ршта — посёлок в составе Кубовского сельского поселения Пудожского района Республики Карелия.

## Общие сведения
Это был рабочий поселок на берегу реки Водла, в 9 км севернее от деревни Кривцы.

## Население
| 2002 | 2010 | 2013 |
| ---- | ---- | ---- |
| 65   | ↘1   | ↘0   |